# Кристан, Мариян
Мариян Кристан (сербохорв. Маријан Кристан, словен. Marijan Kristan; 16 июля 1937 года, Есенице — 12 ноября 2006 года, там же) — югославский хоккеист, защитник. Выступал за клуб «Акрони Есенице», девятикратный чемпион Югославии. В составе сборной Югославии — участник зимних Олимпийских игр 1964 года. По профессии металлург.